# Ramin Jahanbegloo
Ramin Jahanbegloo (en persan : رامین جهانبگلو), né en 1956, est un philosophe politique iranien et un professeur d'université.

## Biographie
Ramin Jahanbegloo est né en 1956. Il est reconnu pour ses positions en faveur de la démocratie, de la non-violence et de l'ouverture au monde occidental.
Il a obtenu son  Ph.D. en philosophie à l'université de la Sorbonne à Paris et puis a poursuivi ses études post-doctorales à l'université Harvard. Au Canada, à la fin des années 1990, il était professeur adjoint au département de Sciences Politiques à l'université de Toronto et continuait ses recherches. Détenteur de la double nationalité, iranienne et canadienne, il est marié et a un enfant.
Il est un des membres les plus influents du mouvement intellectuel iranien. Il a contribué de manière significative à la compréhension de la philosophie occidentale en Iran et a écrit, en français, en anglais et en persan, une vingtaine de livres et de nombreux articles concernant la philosophie occidentale et le modernisme. 
Il a interviewé de nombreux intellectuels partout dans le monde. Parmi les personnalités interviewés : Isaiah Berlin, George Steiner et Noam Chomsky. Il est un des premiers philosophes en Iran qui a commencé à parler des sources philosophiques de la non-violence et s'est intéressé au Mahatma Gandhi.
En Iran, il dirige le département des études contemporaines du Bureau de recherche culturelle et a fondé la revue intellectuelle "Dialogue" (Goft-e-gou). Il participe aussi auprès de nombreux journaux en tant que spécialiste de la question iranienne. 
Après l'élection du nouveau président islamo-conservateur Mahmoud Ahmadinejad, en juin 2005, il s'est ouvertement positionné contre la politique du nouveau gouvernement. Fin 2005, il a organisé, à la maison des artistes de Téhéran, une série de séminaires sur la pensée française au XXe siècle.

## Arrestation en 2006
En mai 2006, à son retour d'Inde où il venait de passer plusieurs mois, il a été arrêté à l'aéroport de Téhéran par le gouvernement iranien.
Le 3 mai, les fonctionnaires judiciaires de l'Iran ont confirmé qu'il a été arrêté et emprisonné dans la prison d'Evine. Une source non confirmée a indiqué à l'agence de presse Fars qu'il aurait été arrêté   « pour des raisons sécuritaires et pour espionnage », ce qui en Iran est susceptible de très lourdes peines. En fait, ce qui lui serait réellement reproché c'est d'avoir critiqué, en janvier 2006 dans le journal El Pais la prise de position négationniste du président iranien au sujet de l'holocauste.
Le 4 mai un de ses amis parle de son transfert à l'hôpital. L'intellectuel Mohsen Kadivar déclare « Comme c'est déjà arrivé dans le passé, Jahanbegloo a été arrêté dans des conditions obscures avant d'être jugé. Cet incident montre que c'est la règle de l'arbitraire qui règne en Iran », alors que le ministre de la culture Safar Harandi déclare « nous cherchons à éclarcir les raisons de cette arrestation et nous avons demandé à la Justice de nous dire ce qu'il en était ». Le 5 mai, Human Rights Watch exprime ses inquiétudes à propos de l'arrestation de Ramin Jahanbegloo et demande sa libération immédiate. Le 11 mai, un appel est lancé par de nombreux intellectuels pour demander sa libération. Il est finalement libéré le 30 août 2006. 
Il publie un livre en 2014 où il raconte cet épisode.